# بيك دو كوربياو
بيك دو كوربياو (بالإنجليزية: Bec du Corbeau)‏ هو أحد جبال سلسلة جبال الألب شابلايس وجزء من القمة الأم بوينت دي يليفوي يقع في كانتون فاليز, سويسرا. يبلغ ارتفاع الجبل حوالي 1992 متر، بينما يبلغ ارتفاع نتوء الجبل 205 متر.